# モニトー郡 (ミズーリ州)
モニトー郡（英: Moniteau County）は、アメリカ合衆国ミズーリ州の中央部、ミズーリ川の南岸に位置する郡である。2010年国勢調査での人口は15,607人であり、2000年の14,827人から5.3％増加した。郡庁所在地はカリフォーニア市（人口4,278人）であり、同郡で人口最大の都市でもある。モニトー郡は1845年2月14日に設立され、郡名はモニトー・クリークに因んで名付けられた。モニトーはフランス語では Manitou と綴られ、アルゴンキン語で「偉大な精神」を意味する。
モニトー郡はジェファーソンシティ大都市圏に属している。

## 地理
アメリカ合衆国国勢調査局に拠れば、郡域全面積は418.85平方マイル (1,084.8 km2)であり、このうち陸地416.52平方マイル (1,078.8 km2)、水域は2.33平方マイル (6.0 km2)で水域率は0.56％である。

### 主要高規格道路
- アメリカ国道50号線
- ミズーリ州道5号線
- ミズーリ州道87号線
- ミズーリ州道179号線

### 隣接する郡

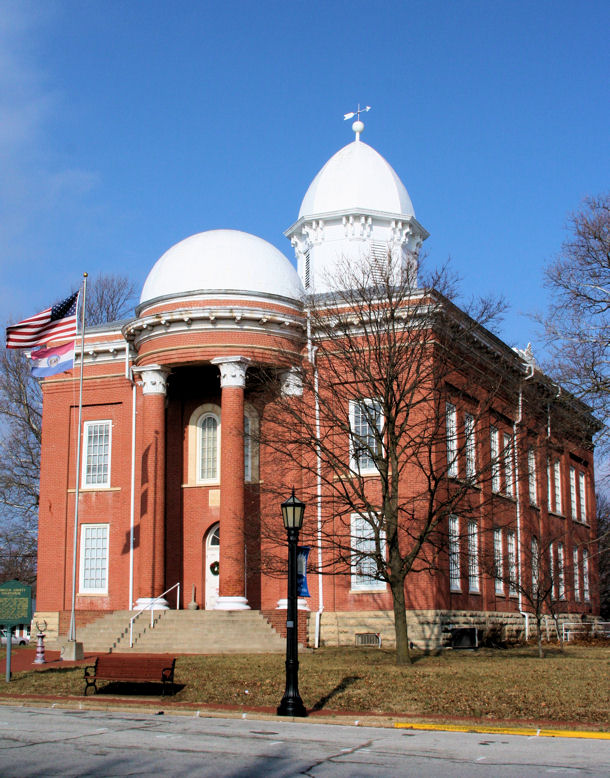
モニトー郡庁舎

- クーパー郡 - 北西
- ブーン郡 - 北東
- コール郡 - 南東
- ミラー郡 - 南
- モーガン郡 - 南西

## 人口動態
以下は2000年の国勢調査による人口統計データである。
| 基礎データ - 人口: 14,827人 - 世帯数: 5,259 世帯 - 家族数: 3,728 家族 - 人口密度: 14人/km2（36人/mi2） - 住居数: 5,742軒 - 住居密度: 5軒/km2（14軒/mi2） 人種別人口構成 - 白人: 92.75% - アフリカン・アメリカン: 3.78% - ネイティブ・アメリカン: 0.40% - アジア人: 0.31% - 太平洋諸島系: 0.01% - その他の人種: 1.48% - 混血: 1.27% - ヒスパニック・ラテン系: 2.93% 先祖による構成 - ドイツ系：35.8％ - アメリカ人：20.5％ - イギリス系：8.2％ - アイルランド系：7.0％ 年齢別人口構成 - 18歳未満: 25.9% - 18-24歳: 8.2% - 25-44歳: 31.1% - 45-64歳: 20.9% - 65歳以上: 13.9% - 年齢の中央値: 36歳 - 性比（女性100人あたり男性の人口） - 総人口: 113.3 - 18歳以上: 116.8 | 世帯と家族（対世帯数） - 18歳未満の子供がいる: 35.3% - 結婚・同居している夫婦: 58.0% - 未婚・離婚・死別女性が世帯主: 8.6% - 非家族世帯: 29.1% - 単身世帯: 25.6% - 65歳以上の老人1人暮らし: 13.0% - 平均構成人数 - 世帯: 2.56人 - 家族: 3.07人 収入と家計 - 収入の中央値 - 世帯: 37,168米ドル - 家族: 42,487米ドル - 性別 - 男性: 26,807米ドル - 女性: 20,853米ドル - 人口1人あたり収入: 16,609米ドル - 貧困線以下 - 対人口: 9.9% - 対家族数: 7.3% - 18歳未満: 13.1% - 65歳以上: 9.0% |

## 都市と町
| - カリフォーニア - 郡庁所在地 - クラークスバーグ - フォーチュナ | - ハイポイント - ジェイムズタウン - レイザム | - ラパス - マクガーク - ティプトン |

## 政治

### 地方
モニトー郡の地方レベルでは共和党が大半の政治を支配しており、郡の選挙で選ばれる役職は2人を除いて独占している。

#### 2008年大統領予備選挙
2008年の大統領予備選挙で、モニトー郡は二大政党の候補者をどちらも州全体と全国で二位に終わった者を選んだ。民主党の予備選挙ではヒラリー・クリントンが1位となり、さらに共和党予備選挙で各候補に投じられた票数よりも多かった。